# Villa Kampffmeyer

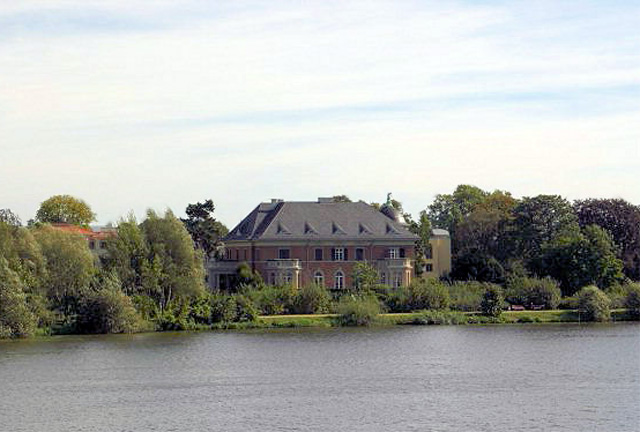
Villa Kampffmeyer

Die Villa Kampffmeyer in Potsdam ist ein repräsentatives denkmalgeschütztes Gebäude in unmittelbarer Nähe der Glienicker Brücke.

## Bau- und Nutzungsgeschichte
Das Haus wurde 1924 für den Mühlenbesitzer Kurt Kampffmeyer (1896–1949) gebaut. Kampffmeyer war bis zum Ende des Krieges der größte Mühlenbesitzer in Deutschland. Die Villa lag ursprünglich allein in einem großen Park auf dem Glienicker Horn nahe der Glienicker Brücke. Die aufwendig gestaltete Villa mit Rokoko- und Barockelementen ist in traditionellem Stil gehalten und besitzt 15 Zimmer mit etwa 1000 m² Wohnfläche. Die Architekten waren Carl Mohr und Paul Weidner in Berlin. Ausgeführt wurde der Bau durch das Berliner Baugeschäft Adolf & Friedrich Bolle. Die Villa steht heute unter Denkmalschutz und gehört zum UNESCO-Weltkulturerbe Potsdam.
Nach dem Ende des Zweiten Weltkriegs beherbergte die Villa den KGB-Begleitschutz der sowjetischen Delegation während der Potsdamer Konferenz. Im Anschluss erfuhr die Villa verschiedene Nutzungen. Zuerst zog die Vereinigung Volkseigener Betriebe (VVB/Projektierung), dann das Deutsche Rote Kreuz ein. Einen Teil der Anlage (Theater in Holzbauweise) nutzte die Landesbühne Potsdam. Zeitweilig diente die Villa der Lagerung und dem Verkauf von Möbeln und Haushaltsgegenständen von DDR-Bürgern, die diese bei der Flucht in den Westen in den Wohnungen zurückgelassen hatten. Dann wurde die Villa Domizil der Freien Deutschen Jugend (FDJ). Nach dem Mauerbau 1961 wurde der Club wegen der Grenznähe aus Sicherheitsgründen geschlossen, und die Villa stand zunächst leer. Am 11. August 1962 wurde sie durch die 2. Grenzbrigade Groß Glienicke übernommen, ohne dass es einen besonderen Verwendungszweck dafür gegeben hätte. Im Zeitabschnitt 1963/1964 übernahm der Arbeitsbereich Passkontrolle Berlin dieses Objekt zur Schulung von Führungskadern für die 22 Grenzübergangsstellen der DDR. Die Villa diente dem KGB und der Stasi beim Austausch von Agenten auf der Glienicker Brücke als Beobachtungsposten. Im Zuge der Einführung der Pass- und Visumpflicht am 11. Juni 1968 durch die DDR war ein erhöhter Kräfteeinsatz an den Grenzübergangsstellen erforderlich, und es kam zur Versetzung von Mitarbeitern nach Potsdam, die auch in der Kampffmeyer-Villa untergebracht wurden. Danach kam es zur Unterbringung des Arbeitsbereiches Passkontrolle Potsdam, der für 13 Grenzübergangsstellen verantwortlich war.
Nach der politischen Wende wurden in der Villa eine Waffenkammer im Dachgeschoss und feste Räume im Keller entdeckt, die angeblich als Zellen gedient haben sollen. Zudem sollen über 100.000 Schriftstücke eingelagert gewesen sein. Es handelte sich wohl um Unterlagen einer Diensteinheit des MfS, die das nun leerstehende Objekt zur Vernichtung von Akten nutzte.
In den 1990er Jahren wurde die Villa restauriert und diente als Ausstellungs-, Veranstaltungs- und internationale Tagungsstätte. Nach dem Verkauf von Villa und Park durch die Erbengemeinschaft Kampffmeyer entstanden auf dem Parkgelände unter dem Namen „Potsdamer Arkadien“ mehrere umstrittene postmoderne Villen in einer geschlossenen Wohnanlage. Die Villa Kampffmeyer wechselte danach mehrfach den Besitzer. Zu den Bewohnern gehörte beispielsweise das Schweizer Diplomatenehepaar Borer-Fielding sowie seit 2005 der Militärattaché der Vereinigten Arabischen Emirate, Achmed al Shaik. Eigentümer im August 2011 war die Commerzbank AG.
Seit 2012 befindet sich das Gebäude wieder in Privatbesitz und wurde von 2012 bis 2014 von Kahlfeldt Architekten renoviert und gemäß der Vorgaben des Denkmalschutzes umgebaut. Die Farbgestaltung und anschließende Ausstattung der Innenräume wurde von Friederike Tebbe – studio farbarchiv ausgeführt. Seit Anfang 2017 steht das Gebäude erneut zum Verkauf.